# ارابه‌های آتش (آلبوم)
«ارابه‌های آتش» آلبومی از هنرمند اهل یونان ونگلیس است که در سال ۱۹۸۱ میلادی منتشر شد.